# Action (holenderskie przedsiębiorstwo)
Action – holenderska sieć dyskontów niespożywczych założona w 1993 roku. Jest właścicielem ponad 3000 sklepów w kilku krajach Europy. Oferuje produkty często w niższych cenach niż konkurencja, według firmy jest to możliwe dzięki dużym zamówieniom poszczególnych produktów.

## Charakterystyka

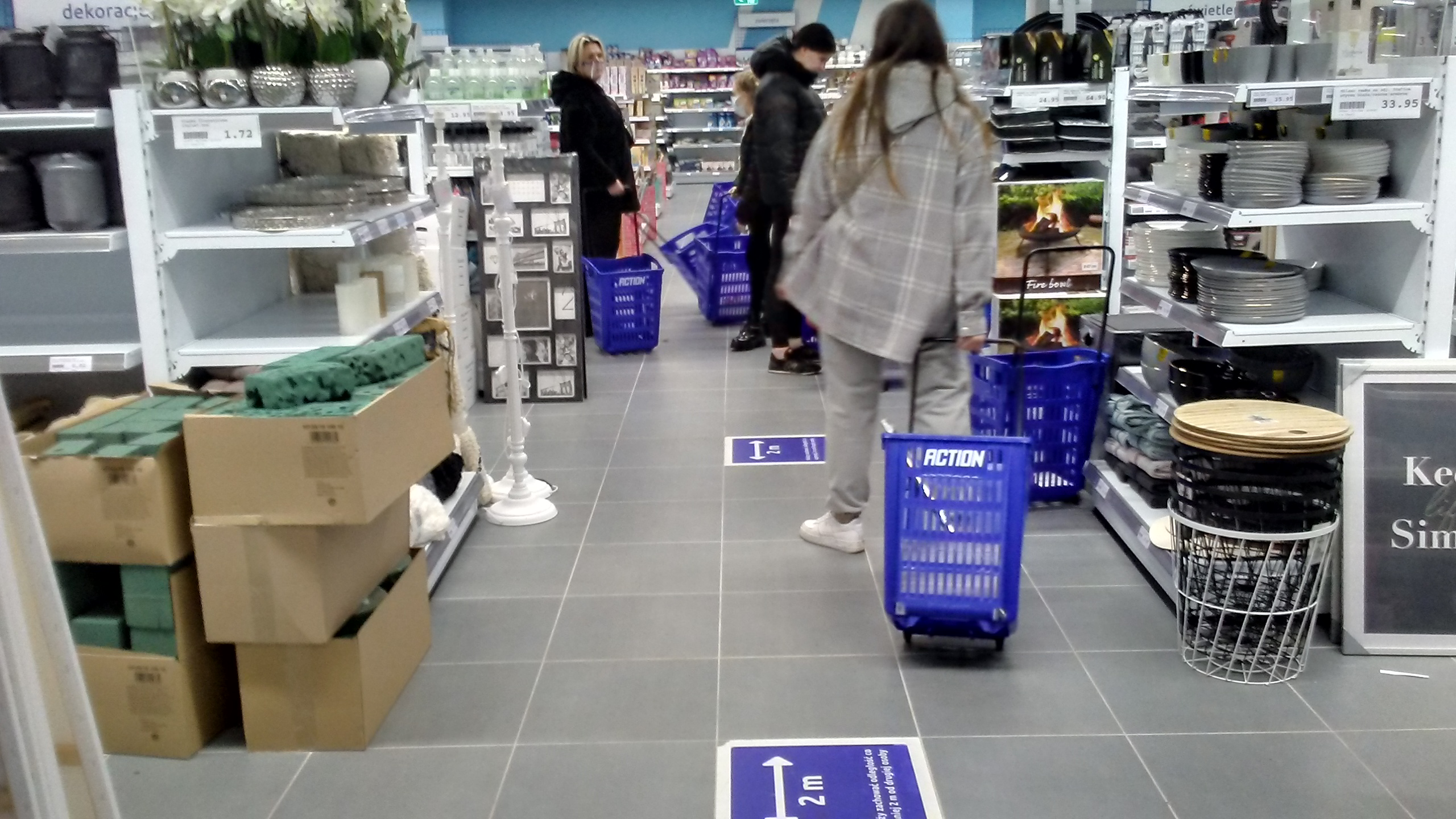
Wewnątrz sklepu

Siedziba główna przedsiębiorstwa znajduje się w holenderskim mieście Zwaagdijk. Pełni ona funkcję centrum zarządzania dla wszystkich działów i oddziałów w Europie, włączając dział kadrowy, IT, finansowy i marketing. Biura krajowe we Francji, Niemczech, Belgii i w Polsce odpowiadają jedynie za wsparcie techniczne sklepów. Sieć sprzedaje 14 kategorii towarów: artykuły dekoracyjne, majsterkowanie („zrób to sam”), zabawki i rozrywka, artykuły papiernicze i hobbystyczne, multimedia, artykuły gospodarstwa domowego, produkty do wykorzystania w ogrodzie i plenerze, środki do prania i sprzątania, żywność i napoje, higiena osobista, artykuły zoologiczne, artykuły sportowe, odzież oraz pościel. Action posiada sklepy w ośmiu europejskich krajach: w Holandii, w Belgii (od 2005), Niemczech (od 2009), we Francji (od 2012), w Luksemburgu (od 2015), w Austrii (od 2015) w Polsce (od 2017), w Czechach (od 2021) i w Hiszpanii (od 2022), zatrudniając ogółem około 52 tysięcy pracowników. Action posiada 13 centrów dystrybucyjnych, w tym trzy w Polsce. 

## Action w Polsce

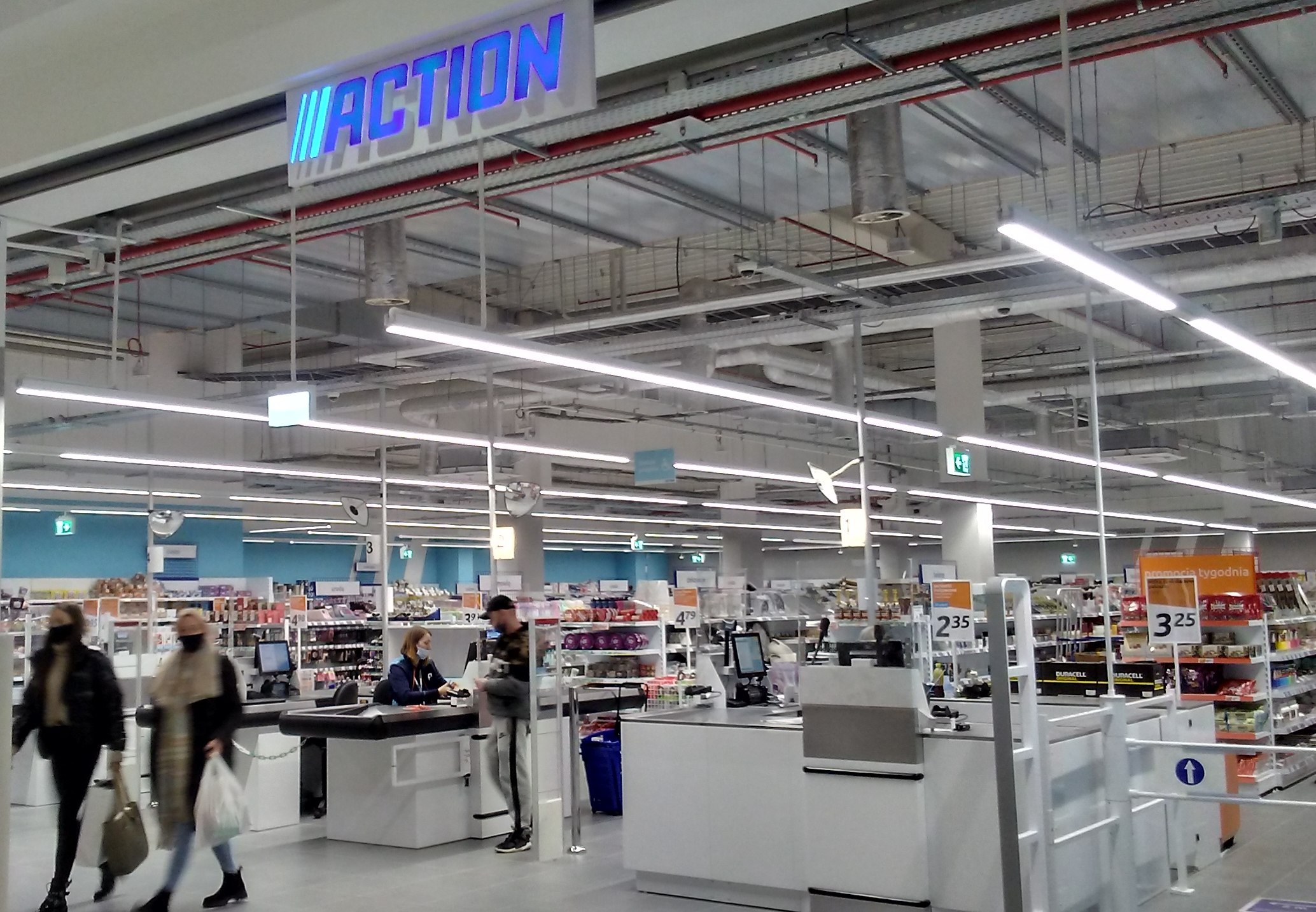
Sklep Action wewnątrz centrum handlowego (Tomaszów Mazowiecki)

Pierwszy sklep sieci Action w Polsce otwarto w październiku 2017 roku w Lesznie, a pierwsze własne centrum dystrybucyjne pod koniec 2019 roku we wsi Osła przy autostradzie A4 na Dolnym Śląsku. W czerwcu 2019 roku firma miała 30 sklepów na terenie Polski. 4 lata później sieć sklepów posiadała prawie 300 placówek. Od marca 2019 roku dyrektorem generalnym polskiego oddziału jest Sławomir Nitek, który przeszedł z sieci sklepów Netto. Biuro polskiego oddziału Action otworzono na początku 2019 roku w Katowicach.